# Josef Zenger
Josef Zenger (* 17. November 1935 in Herzogenaurach) ist ein ehemaliger deutscher Fußballspieler, der als Aktiver mit dem 1. FC Nürnberg 1961 die deutsche Meisterschaft gewann.

## Laufbahn

### Oberliga Süd, 1956 bis 1963
Der offensivstarke Außenläufer und Dauerläufer im Mittelfeld kam 1956 vom FC Herzogenaurach aus dem mittelfränkischen Amateurlager zum „Club“ in die Fußball-Oberliga Süd. Der österreichische Ex-Nationalspieler Franz Binder nominierte als Trainer den Neuzugang sofort zum Rundenstart am 19. August 1956 beim Auswärtsspiel gegen den FSV Frankfurt. Beim 1:1 am Bornheimer Hang agierte der von Freunden und Mitspielern „Joe“ gerufene Zenger auf der halblinken Verbinderrolle im Angriff. Der „Club“ holte sich 1956/57 die Meisterschaft in der Oberliga Süd und Zenger hatte in 19 Ligaspielen neun Tore an der Seite von Max Morlock erzielt. In der Endrunde um die deutsche Fußballmeisterschaft kam er in den Spielen gegen den Hamburger SV und den Duisburger SpV zum Einsatz. In den Jahren 1961 und 1962 konnte er mit seinen Mannschaftskameraden unter dem neuen „Club“-Trainer Herbert Widmayer zwei weitere Meistertitel in die Noris holen. Die Standardläuferreihe bildete er in diesen Runden zusammen mit Ferdinand Wenauer und dem jungen Stefan Reisch.
Den sportlichen Höhepunkt erlebte der konditionsstarke Dauerläufer mit Weitschussqualitäten in der Endrunde um die deutsche Meisterschaft 1961. „Joe“ Zenger absolvierte alle sechs Gruppenspiele gegen Werder Bremen, 1. FC Köln und Hertha BSC und zeichnete sich dabei beim 2:1-Auswärtserfolg am 14. Juni gegen den 1. FC Köln als Schütze des Siegtores in der 61. Minute aus. Beim Finale am 24. Juni 1961 in Hannover gegen Borussia Dortmund legte die „Club“-Läuferreihe den torgefährlichen Innensturm der Borussen mit Aki Schmidt, Jürgen Schütz und Timo Konietzka lahm und Nürnberg gewann das Endspiel mit 3:0 Toren.
In der Runde 1961/62 konnten die Franken die süddeutsche Meisterschaft verteidigen und sammelten internationale Erfahrung im Europapokal der Landesmeister. In den ersten zwei Runden gab es für Zenger und seine Mannschaftskameraden vier Siege gegen den Drumcondra FC und Fenerbahçe Istanbul. Im Viertelfinale hatten es die Widmayer-Schützlinge mit Titelverteidiger Benfica Lissabon zu tun. Auf Schneeboden gelang im Heimspiel am 1. Februar 1962 ein überraschender 3:1-Sieg. In Lissabon ging der „Club“ aber im Sturmwirbel der Guttmann-Elf am 22. Februar mit 0:6 Toren unter. Dem legendären Benfica-Angriff mit José Augusto, Eusébio, José Águas, Mário Coluna und António Simões konnte die Nürnberger Defensive nicht Paroli bieten. In der Endrunde um die deutsche Meisterschaft reichte es gegen die Konkurrenten Tasmania 1900 Berlin, Borussia Neunkirchen und den FC Schalke 04 zum erneuten Einzug in das Endspiel. Der 1. FC Köln ließ dem Nürnberger Titelverteidiger aber beim 4:0-Erfolg am 12. Mai 1962 keine Chance.
Von 1956 bis 1963 absolvierte Zenger insgesamt 114 Oberligaspiele und erzielte dabei 22 Tore. In den Endrundenspielen kamen weitere 15 Einsätze mit drei Toren hinzu.

### Ausklang der Karriere
Das letzte Jahr in der Oberliga Süd, 1962/63, verbrachte Zenger verletzungsbedingt komplett ohne Pflichtspieleinsatz. Anhaltende gesundheitliche Probleme und gravierende Unstimmigkeiten mit dem Nachfolger von Herbert Widmayer, Jenő Csaknády, brachten es mit sich, dass Zenger nur am 18. Spieltag der ersten Bundesligarunde 1963/64, beim 1:0-Heimsieg gegen Eintracht Frankfurt, in der Fußball-Bundesliga aufspielen konnte. Er löste seinen Vertrag in Nürnberg auf und übernahm zur Runde 1964/65 seinen Heimatverein FC Herzogenaurach als Spielertrainer in der Bezirksliga Mittelfranken Nord.
Es schlossen sich für den gelernten Maurer und später zum Speditionskaufmann umgeschulten Zenger noch Trainerstationen beim Lokalrivalen ASV Herzogenaurach, 1. FC Bamberg, TSV Hirschaid sowie bei den A-Junioren des 1. FC Nürnberg an.